# Union sportive Quevilly Rouen Métropole
Vous lisez un « bon article » labellisé en 2014.
Maillots
Actualités
L'Union sportive de Quevilly Rouen Métropole, abrégée en US Quevilly, Quevilly Rouen Métropole ou parfois QRM, est un club de football français fondé en 1902 sous le nom d'Union sportive quevillaise et situé au Petit-Quevilly, dans la banlieue ouest de Rouen en Normandie.
D'abord dans l'ombre des deux principaux clubs haut-normands, Le Havre AC et le FC Rouen, qui remportent presque tous les titres régionaux, l'US quevillaise profite de leur passage au professionnalisme en 1933 pour remporter ses premiers titres régionaux.
Alors que les championnats professionnels et amateurs sont séparés jusqu'en 1970, l'US quevillaise s'impose dans les années 1950 et 1960 comme l'un des tous meilleurs clubs amateurs de France. Elle participe régulièrement aux phases finales du championnat de France amateur et en remporte quatre fois le titre, en 1954, 1955, 1958 et 1967. 
Malgré ces performances sportives, le club ne cherche pas à devenir professionnel, mais lors de la réforme des compétitions en 1970, le club est sélectionné pour participer à la nouvelle deuxième division ouverte aux clubs amateurs. Il y évolue pendant deux saisons, avant que le championnat ne soit resserré. Alors que le club évolue en Division 3, il dépose le bilan en 1978 et doit repartir en bas de la hiérarchie du football français, au niveau départemental. Le club remonte les échelons un par un et retrouve le niveau national en 1999. Il est promu en Ligue 2 en 2017 et accède au statut professionnel pour la première fois.
Le club s'est distingué en atteignant deux fois la finale de la Coupe de France, en 1927, face à l'Olympique de Marseille, et en 2012, face à l'Olympique lyonnais.

## Histoire

### Débuts du club (1902-1918)

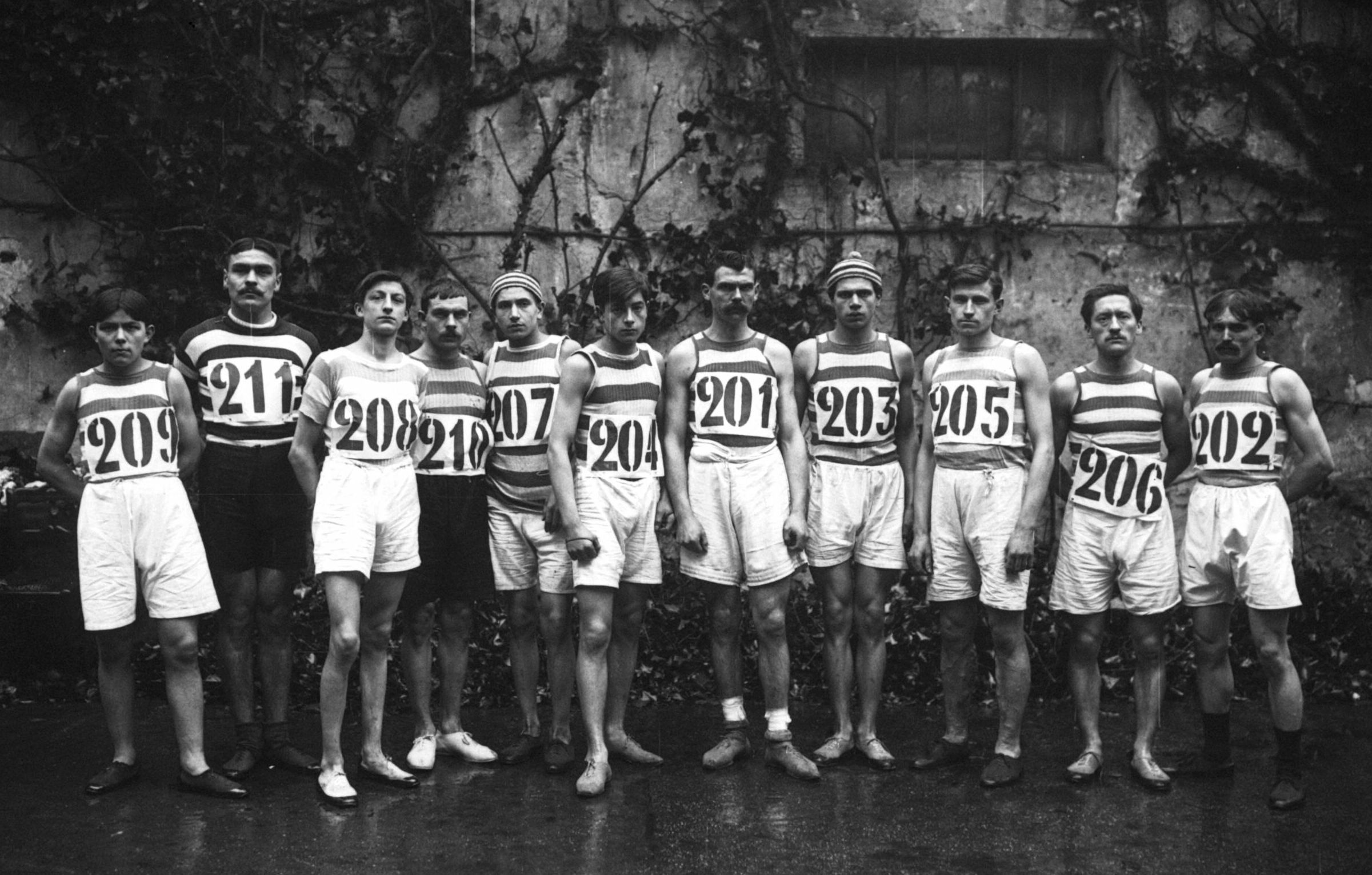
L'équipe du Cercle pédestre quevillais en 1914, club dont est issue l'US Quevilly.

L'Union sportive de Quevilly est fondée le 22 octobre 1902 par des membres du Cercle pédestre quevillais (CPQ), dont Amable Lozai et Jules Manneville, fâchés du refus du CPQ d'acheter un ballon pour la pratique du football. La section football de ce nouveau club omnisports connaît rapidement un grand succès. En 1904 le club forme cinq équipes avec 104 joueurs. Démunis d'installations propres, les joueurs doivent souvent se contenter d'un terrain vague ou d'une place publique où ils plantent des poteaux de but et jouent sans autorisation. Le club parvient finalement à louer un terrain, rue Guillaume-Lecointe.
Le club est membre fondateur de la Ligue athlétique de Haute-Normandie qui est créée en mars 1903 par plusieurs clubs omnisports normands. La section football participe ainsi au championnat de cette nouvelle ligue : elle est tout d'abord finaliste du championnat de première série à l'issue de la première saison 1903, puis fait de même en 1904, l'équipe remportant ensuite le titre en 1905.
Le club adhère rapidement à l'Union des sociétés françaises de sports athlétiques (USFSA), la fédération sportive laïque et amateur la plus importante, ce qui permet à la section football de prendre part au championnat de Normandie de l'USFSA au sein duquel évoluent deux équipes réputées : le Havre AC (double-champion de France USFSA en 1899 et 1900) ainsi que le FC Rouen, qui se partagent alors l'essentiel des titres régionaux. L'USQ rencontre aussi dans ce championnat d'autre clubs emblématiques de la région tels que le CS havrais, l'US Fécamp ou encore le FC Dieppe. À noter que le club joue également des rencontres amicales contre des clubs parisiens (comme le CA de la Société générale ou l'USA Clichy) et contre d'autres clubs provinciaux comme les Burdigala de Bordeaux, ou encore l'US Tourcoing. L'USQ passe à l'époque pour « une des équipes provinciales les plus sérieuses ». Les couleurs jaune et noir du club apparaissent à cette époque, lors d'un match contre l'AS française à la Pâques 1907.
Son terrain ayant été réquisitionné en 1910 pour être transformé en carrière, le club manque de disparaître. Albert Lebas le sauve en mettant à sa disposition une parcelle pour aménager un vrai terrain de football. Le stade de la Porte-de-Diane, comme il est communément appelé, est inauguré le 13 octobre 1912 lors d'un match contre le FC Rouen,.
La Première Guerre mondiale ralentit les activités et le développement de l'US Quevilly. Les joueurs sont mobilisés et doivent partir pour le front. Ils sont remplacés par ceux qui n'ont pas encore l'âge de porter l'uniforme. Une « Coupe de Rouen » est instituée et le club s'incline en finale contre le FC Rouen sur le score d'un but à zéro, après des décisions arbitrales très controversées. Les jeunes Quevillais battront, ensuite, régulièrement leurs voisins rouennais lors de matchs amicaux.
De nombreux membres du club meurent dans les tranchées ou sont mutilés. En février 1918, le club est également endeuillé par la mort du vice-président Mettier, qui disparaît des suites d'une longue maladie. En novembre 1918, faute de joueurs, le club met ses activités en veille.

### Le développement de l'entre-deux-guerres (1919-1939)
Le 20 août 1919, le club adhère à la Fédération française de football association, nouvellement créée, et participe à la création de la Ligue de Normandie, qui organise un championnat régional. Le club est, à nouveau, en mesure d'aligner quatre équipes, puis rapidement une cinquième, dans son stade aménagé bénévolement par les sociétaires. En mai 1920, le président délégué Albert Lebas et le secrétaire Georges Dumesnil démissionnent. Amable Lozai, jusque-là président d'honneur du club, en devient président. Albert Lebas devient président d'honneur et délégué du club auprès de la fédération française. Des travaux sont effectués sur les installations du club et la réfection totale du terrain est réalisée. Lors de la saison 1921-1922, le club accueille plusieurs joueurs britanniques, Walter Poodefoot, Iles, Norman Deans, Sloane et les deux frères Wade, mais le championnat de Normandie est toujours dominé par le FC Rouen et le Havre AC.
| Poodefoot Demeillez Farret Hecquet Bonnardel Groult Deans Guillard Fagris Willig Verdin |

En 1923, le club, qui atteint pour la première fois le stade des 32es de finale de la Coupe de France, bat l'Amiens AC par trois buts à zéro avant d'être éliminé au tour suivant par le RC Roubaix, cinq buts à un. En 1927, le club atteint la finale de l'épreuve principale du football français, après avoir éliminé respectivement le champion du Nord, l'Amiens AC, sur le score de deux buts à zéro, ses rivaux du FC Rouen en 8e de finale sur le score de deux buts à zéro, à Lille, l'US Suisse sur le score de quatre buts à un (quatre buts de Lucien Fagris), et à Marseille, le Stade raphaëlois sur deux matchs : 1-1 et 2-1 .
L'USQ, inférieure techniquement à ses adversaires, compense sa faiblesse par une grande force mentale. La finale est jouée le 8 mai 1927 au Stade olympique de Colombes devant 23 800 spectateurs. L'adversaire, l'Olympique de Marseille, tenant du titre et déjà vainqueur en 1924, fait figure de grand favori. Pour la première fois de l'histoire de la Coupe, le président de la République française Gaston Doumergue, dont le protocole exige le port de la jaquette et du chapeau haut de forme, assiste au match et se fait présenter les joueurs par les présidents des deux clubs. L'exubérance d'Amable Lozai, qui encourage ses joueurs de la voix et du geste, lui fera bousculer le chef de l'État à plusieurs reprises. Deux erreurs défensives et un contre à la 89e minute ont raison de l'USQ qui perd le match sur le score de trois buts à zéro. Cette défaite n'empêche pas la liesse populaire au retour des joueurs. Un banquet est organisé au Casino de Rouen et le journaliste Gaston Pailhés écrit, en leur honneur, une chanson qu'il nomme « Marche de l'U.S.Q. ».
Profitant du passage au professionnalisme des deux grands clubs du Havre et de Rouen en 1933, Quevilly remporte ses premiers titres de champion de Normandie en 1934, 1935, 1937 et 1938. Lors de cette dernière saison, le club dispute également une demi-finale du Championnat de France amateur (CFA), qui oppose en fin de saison les différents champions régionaux. Ces succès sont rendus possibles grâce au statut de footballeur-ouvrier mis en place par le président Lozai, la grande majorité des joueurs étant alors employés dans ses établissements de chantier naval.

### Pendant la Seconde Guerre mondiale (1939-1945)
La Seconde Guerre mondiale, déclarée en 1939, et le départ des joueurs mobilisés obligent le club à suspendre ses activités jusqu'à la fin de l'année. Les membres restant et le président Lozai parviennent à constituer une équipe première qui obtient de bons résultats dans cette « saison d'attente ». Le club maintient ses équipes réserve, junior et deux minimes mais l'exode interrompt prématurément la saison. Pour la saison 1940-1941, le club récupère ses meilleurs joueurs, démobilisés ou libérés. Deux joueurs sont tués au combat, Lucien Lemercier et René Diouris, auxquels le président rend hommage le 20 août 1940, ainsi qu'aux joueurs encore prisonniers. Les premiers matchs de la saison sont joués sans public du fait de l'interdiction de l'occupant, qui est levée en septembre. Les difficultés de déplacement réduisent le nombre de matchs de la saison. La saison suivante est un peu plus normale : le club remporte son championnat et excelle en Coupe de France, où il élimine Le Havre AC et le Racing Club de France et s'incline finalement en demi-finale de la zone occupée face au Stade de Reims, sur le score d'un but à zéro. En 1943, l'US Quevilly remporte pour la première fois la Coupe de Normandie.
La saison 1943-1944 est marquée par la disparition de Firmin Sehet, Président d'honneur et fondateur du club, et la déportation en mai 1944 de Maurice Fournil, André Lucas et Benjamin Remacle pour faits de résistance. Le président Lozai se réfugie en Algérie jusqu'à la fin de la guerre, laissant le poste de président à M. Chauvet. Malgré les bombardements, la pénurie et les problèmes de transport, le club remporte l'épreuve régionale de qualification pour le CFA. En 1944, la finale de la Coupe de Normandie contre le FC Dieppe ne peut se disputer à cause des événements. La saison 1944-1945 est marquée par le match amical organisé contre les Royal Marines en octobre 1944 pour récolter des fonds en faveur d'Henri Mallet, un membre du club amputé d'un bras à la suite d'un bombardement. Le club termine deuxième du championnat de Normandie, marqué par le forfait de nombreuses équipes à cause du manque d'équipement, comme l'illustre un match mémorable contre Le Havre AC où les Quevillais disputent la première mi-temps à sept contre onze à la suite d'une crevaison qui empêche le reste de l'équipe d'arriver à temps. En Coupe de France, le club est éliminé par le Stade français en 32e de finale.

### Le Championnat de France amateur (1946-1970)

#### La montée en CFA
Après l'armistice de 1945, le club ré-intègre la Division d'honneur de Normandie, dont il termine troisième en 1946, deuxième en 1947 et troisième en 1948. Un nouveau Championnat de France amateur (CFA), comprenant 48 clubs est créé. La troisième place acquise par l'USQ, après un match compliqué contre le FC Dieppe, lui permet d'être intégré à la première édition de ce championnat national. Le club n'évite pas la relégation malgré un excellent parcours en Coupe de France, où ils éliminent les professionnels des SR Colmar et du Toulouse FC avant d'échouer en 8e de finale contre le RC Paris, futur vainqueur de l'épreuve.
Après un court passage en Division d'Honneur, puisqu'il remporte le titre de champion de Normandie en 1949, il retrouve le CFA. En coupe de Normandie, il s'incline en finale contre le SM Caen, devenu son principal rival régional parmi les clubs amateurs.

#### Domination du football amateur
En 1950, pour son retour, le club intègre le groupe Nord du Championnat de France amateur et termine 7e sur douze. En Coupe de France, il échoue 32e de finale contre le Lille OSC et perd en finale de la Coupe de Normandie contre le SPN Vernon, dans un match faussé par de nombreux incidents selon le camp quevillais. La même année, meurt Jules Manneville, l'un des cofondateurs du club. Lors de la saison 1951-1952, le club termine à la 3e place du groupe Nord de CFA, une bonne performance confirmée par un parcours brillant en Coupe de France au cours duquel il élimine notamment les professionnels du SC Toulon puis Annecy FC, pour chuter en 8e de finale contre le FC Rouen au Stade de la Cavée Verte du Havre. La saison suivante le club termine quatrième, malgré de nombreux blessés tout au long de la saison. Le club est battu en 32e de finale de la Coupe de France et en quart de finale de la Coupe de Normandie.
En 1953-1954, le club intègre le groupe Ouest du Championnat de France amateur avec un effectif sans changement majeur. Le stade est rénové et un terrain annexe est ouvert. La saison, qui coïncide avec le cinquantenaire du club, est exceptionnelle. En Coupe de France, l'équipe bat les professionnels du FC Nantes en 32e de finale, grâce à un but de Kryzyk mais, au tour suivant, s'incline au Havre devant le Lille OSC après avoir mené au score pendant plus d'une heure de jeu. En championnat, après un départ difficile, elle réalise une superbe remontée au classement et, le 11 avril, une victoire à Brest lui assure la première place du groupe et la qualification pour la poule finale du Championnat de France amateur. Lors de ce tournoi à cinq, l'USQ remporte son premier match à domicile contre l'équipe amateur des Girondins de Bordeaux, tenant du titre, deux buts à zéro, puis va chercher le match nul, deux partout, sur le terrain de l'équipe amateur du Stade de Reims, favori de la compétition. Deux nettes victoires, sur le terrain du FC Mulhouse, trois buts à zéro, puis le 20 juin à domicile face au SC Draguignan, huit buts à zéro, permettent à l'US Quevilly d'être sacré champion de France amateur pour la première fois. La saison se termine en apothéose avec une victoire en Coupe de Normandie contre le FC Rouen à Fécamp.
Pour la saison 1954-1955, Michel Lefèbvre, l'un des piliers de l'équipe, est recruté par les professionnels de l'UA Sedan-Torcy (avec lequel il remporte la Coupe de France en 1956). Le 6 septembre 1954, le bureau décide de renommer le « Stade de la Porte-de-Diane » en « Stade Amable et Micheline Lozai ». L'inauguration a lieu quelques jours plus tard avec la remise du trophée de champion de France amateur par le président de la Fédération française. Cette saison est aussi bonne que la précédente puisque le club termine premier du groupe Ouest de CFA avec 36 points (quatre de plus que la saison précédente), devant l'équipe B du RC Paris. En poule finale le club bat Annecy FC, deux buts à un, le RC Vichy, quatre buts à un, mais s'incline face à l'US Bruay, un but à zéro. Le match du titre, joué contre l'AS Giraumont, est gagné par l'USQ, cinq buts à zéro. Le club remporte pour la deuxième fois consécutive le titre de champion de France amateur, une performance inédite. En Coupe de France, le club est éliminé en 16e de finale par le SC Draguignan après avoir battu Villedieu, l'AS Choisy-le-Roi et le RC Arras. En Coupe de Normandie il atteint la finale grâce à une victoire de l'équipe réserve face au FC Dieppe à l'extérieur (l'équipe A étant trop accaparée par la CFA pour disputer ce match). En finale, une équipe mixte réserve et A s'incline face au FC Rouen sur le score de deux buts à zéro. Ces bons résultats permettent à trois joueurs quevillais, Durécu, Lelong et le gardien Césaire, de porter le maillot de l'équipe de France amateur à l'occasion des Jeux méditerranéens de 1955.
La saison 1955-1956 voit le départ de Cocagne et l'arrivée de nombreux jeunes joueurs de qualité. Pour la troisième fois de suite le club remporte le groupe Ouest du CFA, devant le SO Cholet. En poule finale, l'US Quevilly est opposé à trois équipes B de clubs professionnels. L'équipe s'incline sur le terrain de l'AS Saint-Étienne sur le score de cinq buts à zéro, à domicile devant le FC Mulhouse sur le score d'un but à zéro puis, se reprend et bat les réserves du Stade de Reims et des Girondins de Bordeaux, tous deux sur le score de deux buts à zéro, pour terminer à la troisième place. En Coupe de France, le club s'incline, avant les 32es de finale, contre l'AC Cambrai sur le score de deux buts à un et, en finale de la Coupe de Normandie, devant le SPN Vernon. La saison suivante le club retourne dans la zone Nord du CFA et termine deuxième derrière l'US Maubeuge. En Coupe de France, il est éliminé en seizième de finale par l'AS Cannes sur le score de deux buts à zéro. En 1957-1958, le club parvient à se qualifier de nouveau pour la poule finale du CFA. Une victoire sur le FC Mulhouse, trois buts à zéro, lui permet de jouer le titre lors d'un match décisif contre l'Annecy FC. Mené un but à zéro à la pause, les Quevillais inscrivent sept buts en seconde période et remportent leur troisième titre de champion de France amateur.

#### Les années post-Amable Lozai
Le 22 novembre 1959, le président et cofondateur du club Amable Lozai décède. Sa femme Micheline lui succède à la présidence du club, où il est décidé de continuer dans l'esprit du footballeur-ouvrier insufflé par Amable Lozai. Cette disparition coïncide avec un certain recul sportif, l'US Quevilly termine 3e du Groupe Ouest en 1959-1960, 2e du Groupe Nord la saison suivante et 3e de ce même groupe lors de la saison 1961-1962. En 1963, le déplacement de l'USQ en Corse pour disputer le titre face au Gazélec d'Ajaccio est perturbé par de nombreux incidents et le match sera perdu. Un match d'appui doit être joué entre le Gazélec d'Ajaccio et l'AS Brestoise, que les Corses remportent six buts à un, ce qui leur offre le titre de champion de France amateur aux dépens de l'USQ, qui considère avoir été floué.
Les deux années suivantes voient s'opérer un renouvellement en profondeur de l'effectif avec l'intégration de plusieurs jeunes dont Lemaire, Craque, Delafosse, Leroy et surtout Daniel Horlaville en provenance d'Oissel. En 1965, l'entraîneur Bernard Antoinette, présent à la tête de l'équipe depuis vingt-cinq ans, cède sa place à Jacques Lefèvre, pour occuper un poste à la Ligue de Normandie.
| Cauchois Girard Caplet Wilk Berger Senente Richaud Parmentier Gay Ancelle Lerebours |

En 1966-1967, le club se qualifie pour la finale du Championnat de France amateur, contre l'Entente Fontainebleau Bagneaux Nemours à Malakoff. À la mi-temps l'USQ est menée deux buts à zéro. Dès le retour des vestiaires, un but de Ferrier, seul devant le but, réveille les espoirs des Normands. Lemaire sauve une balle de troisième but sur la ligne. Alors que la défense de l'EFBN recule, une frappe de trente-cinq mètres d'Antoine Dobat à un quart d'heure de la fin du match permet au club d'égaliser. À deux minutes de la fin un cafouillage dans la surface de l'EFBN permet à Serge Meyer de récupérer la balle aux six mètres et de marquer le troisième but des Quevillais. Pour la quatrième fois de son histoire l'USQ est sacrée champion de France amateur.
La même année l'US Quevilly réalise l'exploit de remporter la Coupe Gambardella, compétition qui oppose des équipes françaises de joueurs de moins de 19 ans. La finale face aux jeunes du Stade français, club de D1, a lieu au Parc des Princes en lever de rideau du match amical FC Nantes-FC Barcelone devant 25 000 spectateurs. Les Quevillais ouvrent le score à la 17e minute par Gay qui déborde l'ensemble de la défense parisienne pour marquer d'une frappe puissante. Les Parisiens égalisent au début de la seconde mi-temps, avant que Senente marque le but de la victoire des Normands d'un coup franc de 35 mètres tiré à ras de terre. La fin du match est dominée par les jeunes de l'USQ qui manquent de peu de marquer un troisième but. L'USQ est le premier club amateur à remporter le trophée. L'équipe réserve remporte aussi le championnat d'Honneur, l'équipe C le championnat de Promotion d'Honneur, les juniors, minimes et les vétérans remportent leurs championnats respectifs, ainsi que la Coupe Bonnet, pour les vétérans. L'équipe des cadets est la seule section de l'USQ à ne pas remporter son championnat et termine deuxième.
À la suite de ce doublé inédit, l'USQ devient le « club à battre » lors de la saison 1967-1968. En championnat, le club termine à la seconde place du groupe, derrière le CS Pierrots de Strasbourg. La saison est rehaussée par un excellent parcours en Coupe de France. En 32e de finale, l'USQ bat le Stade héninois, deux buts à zéro et en 16e, l'AC Mouzon, quatre buts à zéro. Le 8e de finale a lieu le 10 mars 1968 à Amiens contre le tenant du titre de la Coupe, l'Olympique lyonnais. Au terme d'un match compliqué, mais bien géré par la défense quevillaise, le but vainqueur est marqué par Daniel Horlaville à la 78e minute. En quart de finale l'USQ est confronté à l'USL Dunkerque, club de Division 2. Contre toute logique sportive, le « petit » écrase le « gros » par quatre buts à zéro. La demi-finale, organisée au Parc des Princes le 20 avril, oppose l'USQ aux Girondins de Bordeaux. Quelques jours avant le match, l'entraîneur Jacques Lefèvre est pris d'appendicite. 18 000 à 20 000 spectateurs assistent au match. L'USQ ouvre le score à la 13e minute par Jean-Pierre Leroy mais Massé égalise à la 34e minute. La suite du match est assez brutale et les amateurs de l'USQ poussent les professionnels bordelais jusqu'en prolongation. À la 99e minute, Duhayot marque le but vainqueur pour les Girondins,.

### De la Division 2 à la dissolution (1970-1978)
En 1970, la Fédération française de football modifie la structure des championnats. Il est notamment décidé la mise en place d'un championnat de Division 2 « open » regroupant des clubs professionnels, semi-professionnels et amateurs, tandis que le CFA est remplacé par la nouvelle « Division 3 ». Les performances et la notoriété de l'USQ lui permettent d'intégrer la nouvelle Division 2, une évolution nécessaire pour conserver sa place parmi l'élite du football amateur, mais coûteuse. Avant le début de la saison la fusion du club quevillais avec son voisin du FC Rouen est envisagée par les dirigeants des deux clubs, pour des raisons à la fois financières et sportives. Le comité directeur de l'USQ rejette finalement le projet malgré l'avis favorable du président Gilbert Mille.
Le championnat débute par un match nul contre le FC Rouen, trois buts partout. Plus tard, le club affronte le Paris Saint-Germain FC devant 25 000 spectateurs. Le 8 février, le président Gilbert Mille disparaît. Quinze jours plus tard Daniel Horlaville se blesse grièvement lors du match contre l'US Le Mans. Malgré cela, le club termine à une très honorable 7e place pour sa première saison en Division 2, devant le SM Caen et le Havre AC. En Coupe de France, l'USQ est éliminée en 32e de finale par le Stade rennais FC, futur vainqueur de l'épreuve. Michel Tron-Lozai, vice-président depuis trois ans et petit-fils du président historique est élu président par le comité directeur.
Le second exercice en Division 2 est beaucoup moins bon et le club termine 12e sur seize. Les dirigeants décident de mettre fin à l'aventure de la Division 2, estimant que les moyens financiers ne sont plus suffisants pour, notamment, faire installer dans le stade le système d'éclairage obligatoire pour les compétitions en nocturne. Ils estiment aussi que les déplacements sont trop long pour des joueurs amateurs. Le club obtient sa rétrogradation administrative en Division 3, mais demande quand même à jouer, pour l'honneur, le barrage de relégation pour le maintien, qu'il remporte face à l'AS Strasbourg. Malgré la rétrogradation, le club conserve tous ses joueurs, à l'exception de deux atteints par la limite d'âge, et recrute même, Neil McLeod, un ailier anglais pour disposer ainsi d'une équipe compétitive. En juin 1973 le club dispute la finale du Championnat de France de Division 3 contre le CS Vittel, après avoir battu, à l’extérieur, le SC Hazebrouck sur le score d'un but à zéro et, à domicile, la réserve du FC Nantes sur le score de cinq à zéro. Le match aller de la finale a lieu à l’extérieur et l'USQ s'incline, deux buts à un. Le match retour est disputé le 24 juin à Rouen. Le CS Vittel bat l'USQ sur le même score et remporte titre de champion de France de Division 3. La saison suivante le club termine 4e de la zone Ouest et perd en finale de la Coupe de Normandie contre Le Havre AC. La saison 1974-1975 est mauvaise, sportivement et financièrement. Le club termine dixième de son groupe de D3 et le 16 juin 1975, le président réunit les cadres du club pour les avertir de l'état très préoccupant des finances. Pour cette raison, le club est rétrogradé en Division d'honneur de Normandie pour la saison suivante.
La première saison en Division d'honneur de Normandie est décevante avec une 4e place. La suivante est nettement meilleure avec une première place au classement qui permet théoriquement au club de retrouver la Division 3. Mais la montée est, dans un premier temps, refusée, car l'USQ est soupçonnée, selon la presse, de ne pas respecter l'article 6 du statut de l'arbitre qui prévoit qu'un club de Division d'honneur doit être contrôlé par deux arbitres. Les dirigeants rendent public l'engagement d'un deuxième arbitre, menacent de faire appel et finalement obtiennent l'autorisation d'évoluer en division 3. La saison est très mauvaise et l'USQ est sportivement reléguée après un dernier match nul contre Le Havre AC, trois partout, tandis que son rival dans la lutte pour le maintien, l'US Concarneau triomphe contre la réserve du FC Rouen. Relégué, les caisses vides, abandonné par ses sponsors et sans aucun soutien des instances du football français et normand, le club est contraint au dépôt de bilan. Les archives et les trophées disparaissent, tandis que les joueurs se dispersent dans les clubs de la région.

### La reconstruction (1979-1999)
Robert Beauchamp, retraité rouennais et entraîneur des « poussins », s'associe avec quatre passionnés, Jean Thomas, Marcel Debrée, Daniel Leboucher et Michel Mazier pour reconstruire le club. Le 6 janvier 1979, il renait officiellement et demande sa réintégration à la Ligue de Normandie de football, à un rang digne de son passé, la promotion d'honneur. La Ligue vote à l'unanimité pour son inscription dans la plus basse division, la quatrième division de district de Seine-Maritime, soit huit échelons plus bas que lors de sa disparition. Robert Beauchamps prend la présidence du club qui compte quarante-deux licenciés et une centaine d'enfants entraînés par des seniors de retour.
Le redémarrage se fait progressivement et il faut attendre 1986-1987 pour que l'USQ atteigne la promotion d'honneur (PH) de Normandie avec un titre de vice-champion de 1re division de district. Cette même saison le club atteint les demi-finales de la Coupe de Normandie. À peine promu, le club ambitionne déjà la montée en Division supérieure régionale (DSR). Michel Parmentier est chargé d’entraîner le jeune effectif, qui parvient à atteindre cet objectif dès la première saison. Deux ans plus tard le club est champion de Division d'Honneur Régionale (DHR) et monte en Division d'Honneur (DH), l'élite régionale. Un court passage de deux saisons puisque l'équipe est rétrogradée en 1992. Quatre saisons plus tard, le club retrouve la Division d'Honneur. En 1999, le club remporte la DH de Normandie et obtient son retour dans les championnats nationaux : l'USQ est en Championnat de France amateur 2 (CFA 2), le 5e et petit échelon national.

### Retour dans les championnats nationaux (2000-2017)

#### L'ère Fouda-Déziré

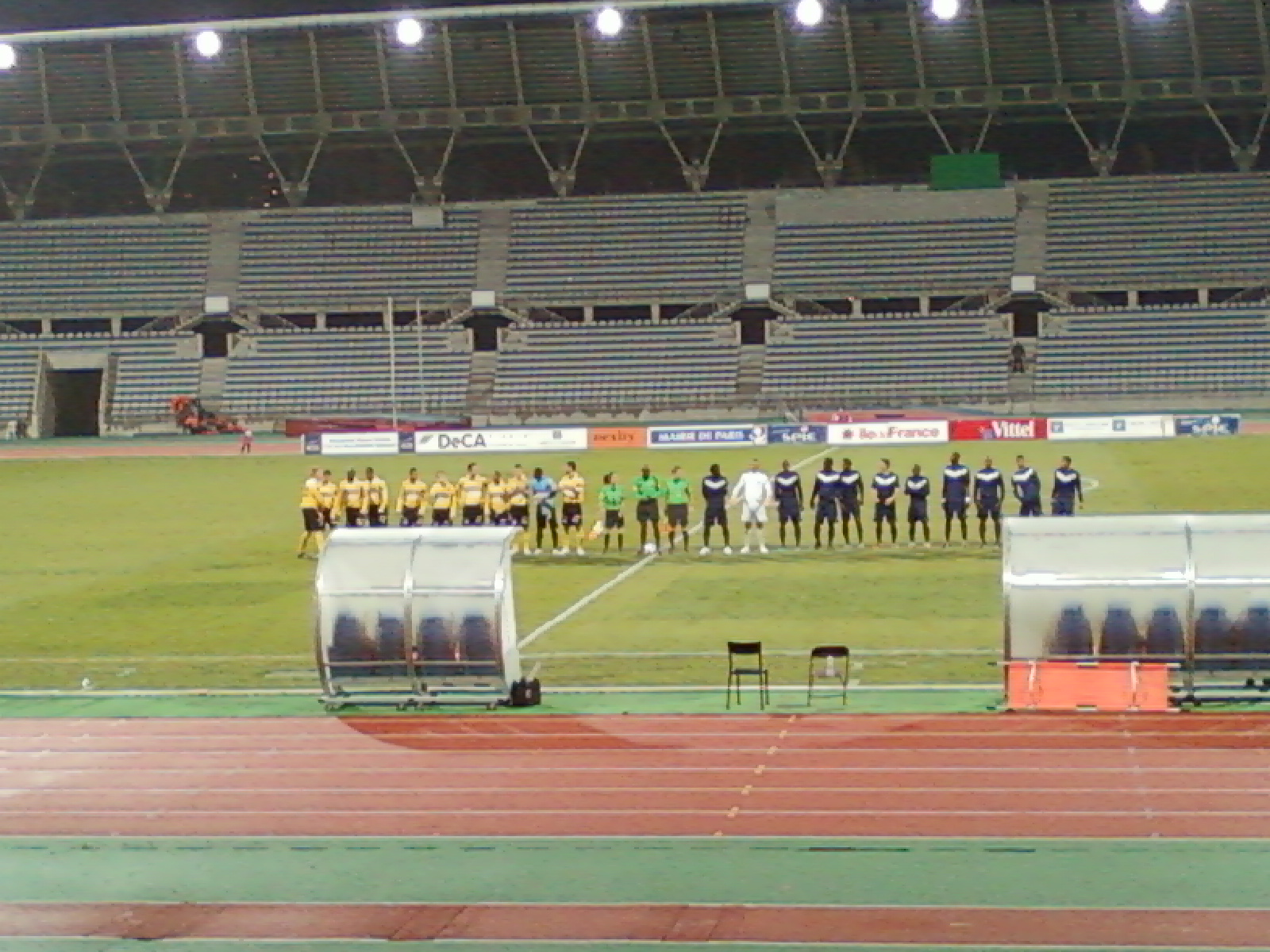
L'équipe (en jaune) lors du match contre Paris FC du 25 novembre 2011 au Stade Charléty

En 2000, Éric Fouda est nommé entraîneur. Deux ans plus tard, la 2e place, derrière la réserve de l'Amiens SC, permet au club d'être promu en championnat de France amateur (CFA). En 2004 et 2005, le club joue le haut du tableau en CFA, sans participer, toutefois, à la lutte pour la première place. En 2005, l'équipe atteint les 8e de finale de la Coupe de France, après avoir éliminé le FC Rouen, Le Havre AC et l'En Avant de Guingamp. Les Normands s'inclinent finalement contre Sedan. Fouda, quitte le club pour Jura Sud Foot.
Richard Déziré, venu de l'US Raon-l'Étape, le remplace. Malgré le maintien du club en CFA et l'accession de l'équipe réserve en CFA 2, il est limogé à la fin de la saison. Son successeur est Christophe Canteloup, venu de Pacy. La saison en championnat est difficile, mais le club atteint les 32e de finale de la Coupe de France, ce qui lui vaut de recevoir l'AS Monaco au stade Robert-Diochon devant plus de 12 000 spectateurs. En fin de saison, Christophe Canteloup est remercié à son tour. Éric Fouda est rappelé en 2007 et devient manager général. Les objectifs sont ambitieux : le club vise l'accession en championnat National dès 2010. La Coupe de France est l'occasion de briller encore pour les quevillais, qui atteignent une nouvelle fois les 32e de finale où ils s'inclinent face aux Girondins de Bordeaux, au stade Jules-Deschaseaux du Havre. Malgré une saison réussie sportivement, Éric Fouda pour raisons familiales annonce son départ,.

#### Nouveaux exploits en Coupe de France
| El-Kharroubi Weis Beaugrard Vanoukia Vardin Z. Diarra Jouan Valéro Capelle Laup Colinet |

En 2008, Régis Brouard est nommé à la tête de l'équipe, sur les conseils du président du SM Caen, club partenaire de l'USQ. Pour sa première saison, l'USQ accède en National en terminant 3e de son groupe de CFA, à quatre points du champion rouennais. La saison suivante, si elle ne fait pas mieux en championnat, elle réalise un parcours exceptionnel en coupe de France, éliminant notamment le SCO Angers (L2) puis deux clubs de Ligue 1, le Stade rennais (1-0) et l'US Boulogne-sur-Mer (3-1). Qualifiée pour les demi-finales, l'équipe imite ainsi celles de 1927 et de 1968. Le 14 avril 2010, à Caen, le stade Robert-Diochon de Rouen n'étant pas homologué, Quevilly s'incline un but à zéro face au Paris Saint-Germain. De cette équipe, seuls, l'arrière Nicolas Pallois et le milieu Fodié Traoré partent pour tenter une carrière professionnelle. La saison suivante, l'US Quevilly termine en tête de sa poule de CFA en 2011 et accède ainsi au National.

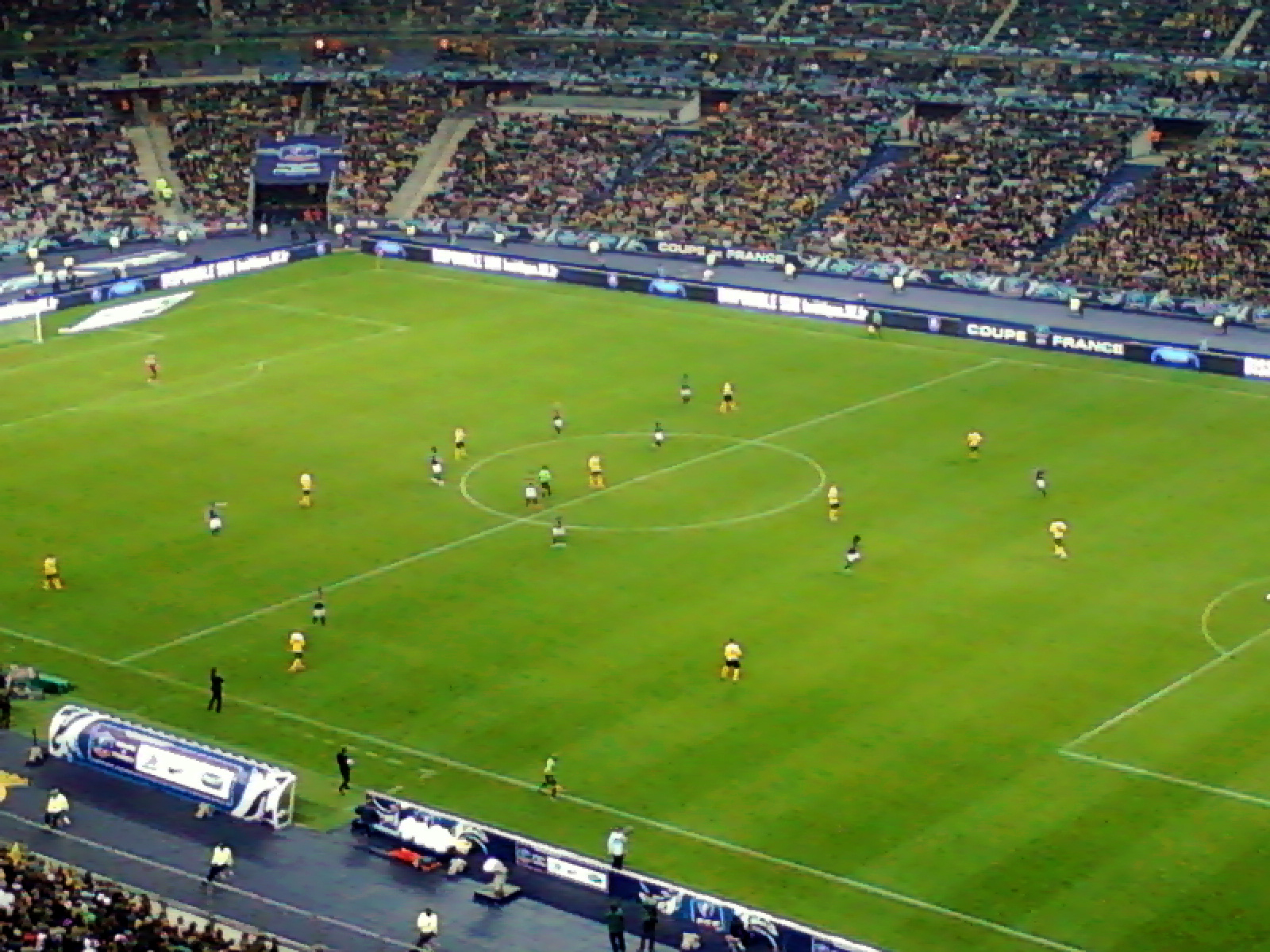
Finale de la Coupe de France 2012 au stade de France

Pour son retour au plus haut niveau amateur, Quevilly réalise un départ tonitruant, jusqu'à sa défaite lors du derby contre le FC Rouen. La suite est plus difficile, et les Quevillais, qui postulent au simple maintien, se concentrent sur la Coupe de France. L'équipe élimine difficilement le TA Rennes aux tirs au but en 32e de finale, puis l'Angers SCO et l'US Orléans. La suite s'inscrit dans les annales du club : en quart de finale, Quevilly reçoit l'Olympique de Marseille, quart de finaliste de la Ligue des champions, à Caen. Les Normands s'imposent après prolongation (3-2) et se qualifient pour les demi-finales. Ils y affrontent le Stade rennais, adversaire qu'ils avaient éliminé deux ans auparavant. Menés après un but de Julien Féret en début de match, les Quevillais l'emportent grâce aux buts de Karim Herouat et d'Anthony Laup dans les ultimes instants,. Quevilly est la deuxième amateur à se qualifier pour une finale de Coupe de France après le Calais RUFC en 2000. Le 28 avril 2012, l'US Quevilly s'incline en finale, au Stade de France, face à l'Olympique lyonnais sur le score d'un but à zéro. Elle finit, par ailleurs, 13e de National. Brouard quitte le club pendant l'été pour le Clermont Foot 63 en Ligue 2.

#### L'après Brouard
Laurent Hatton, l'homme emblématique du club voisin de Pacy Vallée-d'Eure, est nommé entraîneur. Le 22 septembre 2012, Éric Lelièvre, vice-président du FC Rouen, annonce la tenue d'une réunion entre les dirigeants des deux clubs concernant un « rapprochement » mais Michel Mallet, président de l'US Quevilly, dément l'information. L'équipe, largement remaniée, manque complètement son début de saison : lanterne rouge en National et éliminée de la Coupe de France par un club de DH, Évreux ACF. Son entraîneur est licencié en octobre et remplacé par Farid Fouzari. Ce dernier ne parvient pas à éviter la relégation qui était déjà envisagée à son arrivée.
Emmanuel Da Costa, ancien du FC Rouen, reprend l'équipe en CFA pour la saison 2013-2014, avec l'ambition de voir le club retrouver sa vocation de club formateur. Sa première saison s'achève sur un maintien, et sa seconde par une deuxième place du groupe A, à 27 points du premier, Sedan.
Le club retrouve le National à l'issue de la saison 2015-2016.

### Rapprochement avec le FC Rouen et montée en Ligue 2 (2015-2018)
Dans un contexte où les collectivités territoriales versent de moins en moins de subventions aux clubs amateurs, les dirigeants du FC Rouen et de l'US Quevilly décident un rapprochement en avril 2015 afin de mettre en commun leurs moyens aussi bien financiers que matériels, tout en conservant deux équipes distinctes. L'équipe première de l'US Quevilly joue désormais sous le nom d'US Quevilly Rouen Métropole, dans le stade Robert-Diochon, partagé par les deux équipes. Ce rapprochement décidé en absence de toute consultation publique suscite un grand rejet de la part des supporters du FC Rouen qui manifestent à plusieurs reprises leur mécontentement.
Malgré les tensions, le club réussit sportivement avec deux montées successives, en validant dans un premier temps l'accession en National à l'issue de la saison 2015-2016 de CFA. Dès l'année suivante, QRM accède à la Ligue 2 pour la première fois depuis 1972 en terminant vice champion du championnat national 2016-2017, le 13 mai 2017.
En pleine saison de Ligue 2, le 11 décembre 2017, les licenciés du Football Club de Rouen 1899 décident de quitter le projet QRM. Après trois saisons, le rapprochement des deux clubs prendra fin à partir du 30 juin 2018, à la fin du championnat 2017-2018 de Ligue 2, durant lequel l'USQRM sera rétrogradé après avoir terminé à la 19e place.

### La poursuite du projet QRM (2018-)
Malgré le départ du FC Rouen, l'US Quevilly choisit de poursuivre le projet d'un club métropolitain de QRM, en conservant les couleurs rouge et jaune, le financement de la métropole, le stade Robert-Diochon, et en arborant un nouveau logo pour retirer celui du FCR.
Descendu en National, le club espère retrouver la Ligue 2 dans les deux saisons suivantes, pour conserver son statut professionnel dont tout club bénéficie pendant les deux saisons suivant leur relégation de ligue 2. Cependant, QRM termine 9e lors de sa première saison, puis 14ème, à un seul point d'être relégué en National 2, à l'issue de la saison 2019-2020, arrêtée à cause de la crise sanitaire. Le club perd alors son statut professionnel. La saison suivante sera la bonne. Le 28 avril 2021, à la suite d'une défaite de l'US Orléans, Quevilly confirme son retour en Ligue 2 et dans le monde professionnel.
Pour son retour en Ligue 2 lors de la saison 2021-2022, QRM termine 18e et confirme son maintien en battant le FC Villefranche Beaujolais lors des barrages de relégation. La seconde saison dans l'antichambre de l'élite du football français sera historique pour QRM qui finira avec son meilleur total de points : 50, et son meilleur classement : 11ème. La troisième saison sera elle synonyme de relégation en National, en terminant à la 18ème place.

## Palmarès et résultats

### Palmarès
| Compétitions nationales | Compétitions régionales |
| --- | --- |
| Championnats - Championnat de France de National (D3) - Vice-champion : 2017 et 2021 - Championnat de France amateur (D4) - Vainqueur de groupe : 2011 et 2016 Anciens championnats - Championnat de France de Division 3 - Vice-champion : 1973 - Championnat de France amateurs (4) - Champion : 1954, 1955, 1958 et 1967 - Vice-champion : 1959 - Vainqueur de groupe : 1956, 1963, 1964, 1966 et 1969 Coupes - Coupe de France - Finaliste : 1927 et 2012 | Championnats - Division d'Honneur Normandie (7) - Champion : 1934, 1935, 1937, 1938, 1950, 1977 et 1999 - Championnat de Normandie USFSA - Vice-champion : 1907 et 1913 Coupes - Coupe de Normandie (4) - Vainqueur : 1943, 1954, 1970 et 2010 |

### Bilan sportif
En vingt-et-une saisons de Championnat de France amateur entre 1949 et 1970, l'US Quevilly remporte à dix reprises son groupe territorial, se qualifiant ainsi autant de fois au tournoi final, que les Normands enlèvent quatre fois.
| Championnat                                  | Saisons | Titres | J   | Pts | G   | N   | P  | Bp  | Bc  | Diff |
| -------------------------------------------- | ------- | ------ | --- | --- | --- | --- | -- | --- | --- | ---- |
| D2 (1970-1972 + 2017-2018)                   | 3       | 0      | 98  | 101 | 28  | 27  | 43 | 123 | 151 | -28  |
| National (2011-2013 + 2016-2017 + 2018-2021) | 4       | 0      | 144 | 173 | 42  | 47  | 55 | 166 | 202 | -36  |
| D3 (1973-1978)                               | 4       | 0      | 120 | 138 | 52  | 34  | 34 | 175 | 136 | +39  |
| CFA 3e niveau (1949-1970)                    | 21      | 4      |     |     |     |     |    |     |     |      |
| CFA 4e niveau (2002-2011 + 2013-2016)        | 12      | 0      | 392 | 746 | 115 | 100 | 87 | 428 | 348 | + 80 |
| CFA 2 (2000-2002)                            | 3       | 0      | 90  | 225 | 37  | 25  | 28 | 145 | 117 | +28  |

### Parcours en Coupe de France

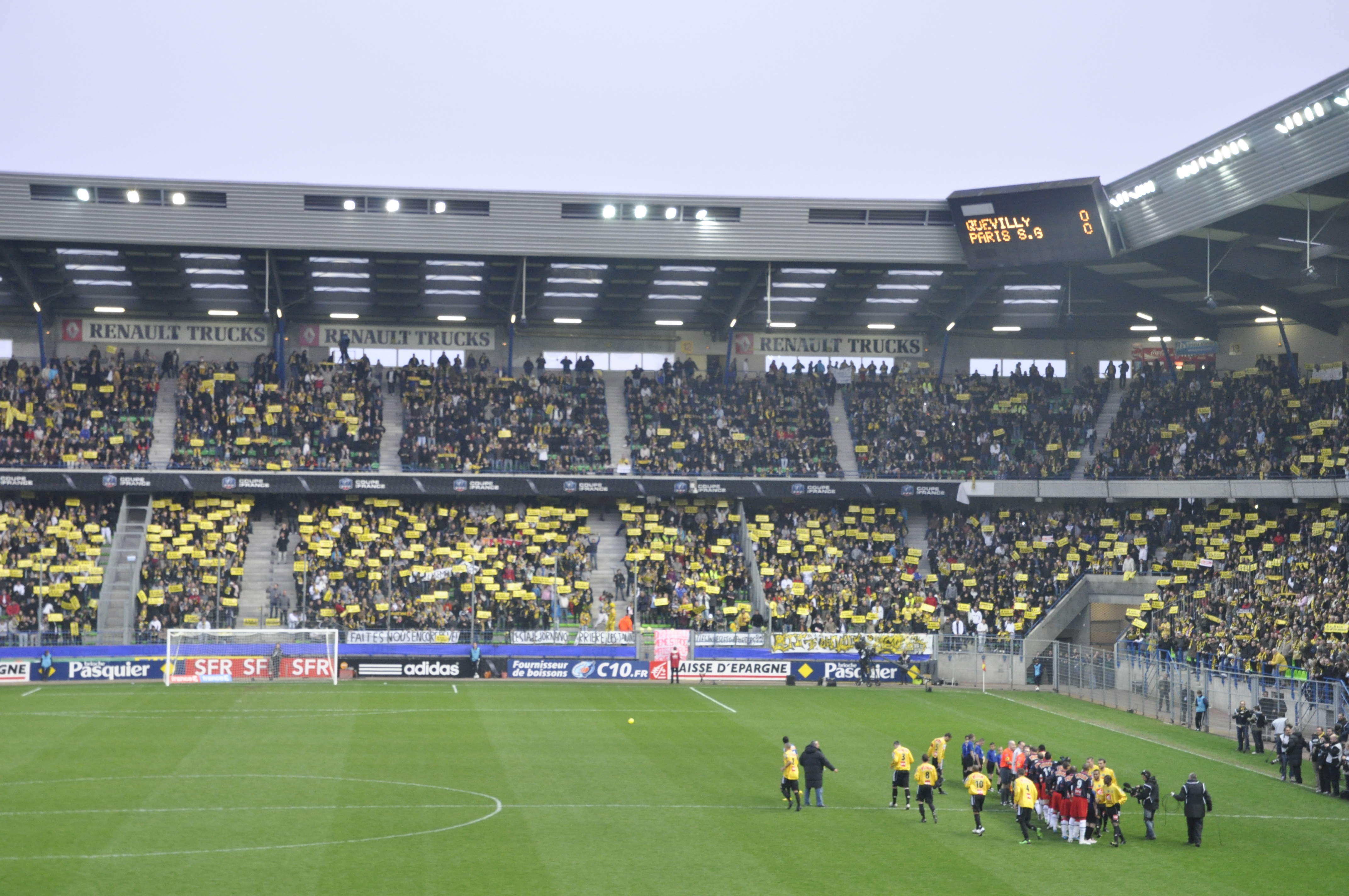
US Quevilly-PSG au stade Michel-d'Ornano à Caen lors de la demi-finale de l'édition 2010.

Depuis la création de la Coupe de France lors de la saison 1917-1918, l'Union sportive quevillaise a atteint à de nombreuses reprises les 32es de finale de l'épreuve et réalisé de nombreux exploits. Avant l'avènement du professionnalisme dans les années 1930, l'US Quevilly atteint la finale de la compétition en 1927 en éliminant successivement le champion du Nord l'Amiens SC deux à zéro, son rival et voisin du FC Rouen sur le même score, puis l'US Suisse à Lille sur le score de quatre buts à un avec notamment un quadruplé de Lucien Fagris et enfin il bat le Stade raphaëlois en deux matchs à Marseille (un partout et victoire deux buts à un au second match). En finale, le club normand s'incline lourdement trois à zéro face à l'Olympique de Marseille, l'une des plus grosses équipes de l'époque. L'arrivée du professionnalisme, fait que Quevilly disparait du paysage de la Coupe de France pendant plusieurs années, mais arrive à réaliser de nouveaux exploits en 1942 en arrivant en demi-finale de la zone occupée en éliminant Le Havre AC deux à zéro, puis le Racing Club de Paris sur le score d'un but à zéro, avant d'être battu par le Stade de Reims un à zéro.
Après la guerre, le club va réaliser de nombreux exploits en éliminant à plusieurs reprises des clubs professionnels, alors qu'il évolue dans le championnat de France amateur de football (troisième niveau). Lors de la saison 1948-1949, l'équipe élimine successivement deux clubs de première division, en trente-deuxième de finale le Toulouse FC quatre buts à trois à Limoges et en seizième de finale le SR Colmar un but à zéro à Nancy. Quelques années plus tard, en 1951-1952, c'est un club de deuxième division, le SC Toulon qui est éliminé quatre buts à un à Clermont-Ferrand et deux ans plus tard c'est un autre club de cette division le FC Nantes qui est éliminé sur le score d'un but à zéro à Cherbourg. L'exploit de cette période, qui voit le club dominer le championnat amateur, arrive lors de la saison 1967-1968 où le club atteint les demi-finales et est le premier club amateur à réaliser cette performance depuis la guerre. Il élimine d'abord en huitième de finale le tenant du titre l'Olympique lyonnais sur le score d'un but à zéro à Amiens avec un but à un quart d'heure de la fin de Daniel Horlaville. En tour suivant, il donne la leçon à l'US Dunkerque qui évolue en seconde division dans un Parc des Princes à demi démoli en gagnant quatre buts à zéro. C'est dans ce même Parc des Princes, totalement acquis à l'équipe amateur, que l'US Quevilly s'incline en demi-finale face aux Girondins de Bordeaux sur le score de deux buts à un après prolongation en ayant pourtant ouvert la marque sur un but de Leroy.
Dans les années 1970, le club disparait puis renait dans les divisions les plus basses du football français. Il doit attendre la saison 2004-2005, pour réaliser un nouvel exploit en Coupe de France en éliminant en trente-deuxième de finale l'En Avant Guingamp, club de seconde division, sur le score d'un but à zéro. À la fin des années 2000 et début des années 2010, le club va renouer avec les grandes épopées du passé, d'abord en 2009-2010 en atteignant les demi-finales de la compétition en éliminant trois clubs professionnels, un club de Ligue 2 l'Angers SCO un but à zéro et deux clubs de Ligue 1, d'abord le Stade rennais sur le même score, puis l'US Boulogne trois buts à un. En demi-finale, le club est éliminé par le futur vainqueur de l'épreuve, le Paris Saint-Germain sur le score d'un but à zéro au stade Michel-d'Ornano de Caen. Le rêve d'accéder à la finale de la Coupe se réalise pas moins de deux ans plus tard pour l'USQ, pour y arriver, ils éliminent une nouvelle fois l'Angers SCO un but à zéro en seizième de finale et le Stade rennais deux buts à un en demi-finale. Surtout, en quart de finale, ils éliminent l'Olympique de Marseille, alors quart de finaliste de la Ligue des Champions, en s'imposant trois buts à deux après prolongation. En finale, le club s'incline contre l'Olympique lyonnais sur le petit score d'un but à zéro. Il réussit néanmoins l'exploit d'être le second club amateur, depuis 1945, à arriver en finale après Calais RUFC en 2000. En 2015, le club réalise un nouvel exploit en éliminant en trente-deuxième de finale l'union sportive d'Orléans, club de seconde division aux tirs au but.
En 2017, l'équipe se fait éliminer par EA Guingamp en 8e de finale sur le score de 1-2 dans un stade Diochon complet avec près de 9 000 supporters.
| Saison    | Tour    | Ville             | Match                                            | Score        |
| --------- | ------- | ----------------- | ------------------------------------------------ | ------------ |
| 1941-1942 | 8e      | Rouen             | US Quevilly (Am.) - Le Havre AC (D1)             | 2-0          |
| 1941-1942 | Quart   | Rouen             | US Quevilly (Am.) - RC Paris (D1)                | 1-0          |
| 1948-1949 | 32e     | Limoges           | US Quevilly (CFA) - Toulouse FC (D1)             | 4-3          |
| 1948-1949 | 16e     | Nancy             | US Quevilly (CFA) - SR Colmar (D1)               | 1-0          |
| 1951-1952 | 32e     | Clermont-Ferrand  | US Quevilly (CFA) - SC Toulon (D2)               | 4-1          |
| 1953-1954 | 32e     | Cherbourg         | US Quevilly (CFA) - FC Nantes (D2)               | 1-0          |
| 1967-1968 | 8e      | Amiens            | US Quevilly (CFA) - Olympique lyonnais (D1)      | 1-0          |
| 1967-1968 | Quart   | Paris             | US Quevilly (CFA) - US Dunkerque (D2)            | 4-0          |
| 2004-2005 | 32e     | Le Petit-Quevilly | US Quevilly (CFA) - En Avant de Guingamp (L2)    | 1-0          |
| 2009-2010 | 16e     | Le Petit-Quevilly | US Quevilly (CFA) - Angers SCO (L2)              | 1-0          |
| 2009-2010 | 8e      | Rouen             | US Quevilly (CFA) - Stade rennais FC (L1)        | 1-0          |
| 2009-2010 | Quart   | Rouen             | US Quevilly (CFA) - US Boulogne (L1)             | 3-1          |
| 2011-2012 | 16e     | Le Petit-Quevilly | US Quevilly (Nat.) - Angers SCO (L2)             | 1-0          |
| 2011-2012 | Quart   | Caen              | US Quevilly (Nat.) - Olympique de Marseille (L1) | 3-2ap        |
| 2011-2012 | Demi    | Caen              | US Quevilly (Nat.) - Stade rennais FC (L1)       | 2-1          |
| 2014-2015 | 32e     | Le Petit-Quevilly | US Quevilly (CFA) - US Orléans (L2)              | 3-3ap 5-3tab |
| 2014-2015 | 16e     | Rouen             | US Quevilly (CFA) - SC Bastia (L1)               | 1-1ap 3-1tab |
| 2015-2016 | 7e tour | Rouen             | Us Quevilly (CFA) - RC Lens (L2)                 | 2-1          |

## Personnalités du club

### Historique des présidents
| Nom                | Période   |
| ------------------ | --------- |
| Firmin Seret       | 1904-1910 |
| Albert Lebas       | 1910-1920 |
| Amable Lozai       | 1920-1959 |
| Micheline Lozai    | 1959-1971 |
| Michel Tron-Lozai  | 1971-1979 |
| André Boeda        | 1971-1979 |
| Robert Beauchamps  | 1979-1983 |
| Marcellin Confiant | 1983-1987 |
| Michel Mutel       | 1987-2000 |
| Michel Mallet      | 2001-     |

Le premier président connu du club est Firmin Seret nommé lors de l'Assemblée générale du 31 août 1904. Albert Lebas est nommé président du club en 1910. Il met un véritable terrain de football à disposition du club et le fait adhérer à la Fédération française de football, nouvellement créée. Il quitte le club en mai 1920 en étant nommé président d'honneur.
Amable Lozai, cofondateur du club en 1902 lui succède. Le club est alors intimement lié à son entreprise navale, puisqu'il embauche les meilleurs ouvriers comme footballeurs. Il dirige le club jusqu'à son décès en 1959 (sauf entre octobre 1942 et 1945 où il s'est réfugié en Afrique du Nord en étant remplacé par M. Chauvet). Sa femme Micheline Lozai, le seconde durant des années. Elle, qui nettoyait les maillots lors des premières années, lui succède après son décès. À la tête du club, elle est assistée par les présidents délégués et les vice-présidents, comme Gilbert Mille décédé en février 1971, puis par un duo composé de son petit-fils, Michel Tron-Lozai et du docteur André Boéda.
Robert Beauchamps devient président en 1978 jusqu'à son décès en 1983. Il est remplacé par le vice-président et ancien joueur Marcellin Confiant, président jusqu'en 1987, puis président d'honneur jusqu'à son décès en 1999. Michel Mutel, président de 1987 à 2000, précède Michel Mallet, élu en 2001 et président en exercice.

### Historique des entraîneurs
Laurent Scherr est le premier entraîneur connu du club. Issu d'une famille alsacienne qui choisit la France en 1870, il adhère au club dès sa création en 1902. Par la suite, il devint vice-président du club, mais le quitte pour des raisons de santé.
Bernard Antoinette fut nommé entraîneur-joueur en 1941, puis simplement entraîneur en 1945 après sa carrière de joueur. Sous sa direction, le club remporte trois titres de champion de France amateur, il quitte son poste en 1966 et devint conseiller technique régional de la Ligue de Normandie. Il est remplacé par Jacques Lefèvre, qui remporte le titre de champion de France amateur en 1967 et emmène le club en demi-finale de la Coupe de France l'année suivante. Il quitte son poste en 1972, sur une défaite en finale du championnat de France amateur, il est remplacé par Pierre Arroyo, alors responsable de la formation des jeunes au sein du club, il est aussi l'entraîneur qui mène les juniors à la victoire en Coupe Gambardella en 1967.
| Nom                | Période   |
| ------------------ | --------- |
| Laurent Scherr     |           |
| Léon Rio           |           |
| Philippe Bonnardel |           |
| Pestre             |           |
| Ternon             |           |
| Bernard Antoinette | 1948-1966 |
| Jacques Lefèvre    | 1966-1972 |
| Pierre Arroyo      | 1972-1974 |
| Michel Croquet     | 1974-1975 |
| Michel Delafosse   |           |
| Jean Thomas        | 1979-?    |
| Robert Legros      |           |

| Nom                  | Période   |
| -------------------- | --------- |
| Pierre Poldon        | -1986     |
| Christian Senente    | 1986      |
| Michel Parmentier    | 1986-     |
| Mahmoud Tiarci       |           |
| Hervé Laronce        |           |
| Bernard Broggini     | 1998-2000 |
| Éric Fouda           | 2000-2005 |
| Richard Déziré       | 2005-2006 |
| Christophe Canteloup | 2006-2007 |
| Éric Fouda           | 2007-2008 |
| Régis Brouard        | 2008-2012 |
| Laurent Hatton       | 2012      |

| Nom               | Période                |
| ----------------- | ---------------------- |
| David Fouquet     | 2012 (intérim)         |
| Farid Fouzari     | 2012-2013              |
| Emmanuel Da Costa | 2013-2020              |
| Bruno Irles       | 2020-2022              |
| Fabien Mercadal   | janvier 2022-mai 2022  |
| Olivier Echouafni | juin 2022-janvier 2024 |
| Jean-Louis Garcia | janvier 2024-juin 2024 |
| David Carré       | juillet 2024-          |

### Anciens joueurs
Les premiers joueurs qui marquèrent le club sont ceux qui amènent le club en finale de la Coupe en France 1927. Notamment le demi Philippe Bonnardel qui arrive au club en 1920 en provenance du Red Star AC, vingt-trois fois international français dont plusieurs fois sous les couleurs quevillaises c'est autour de lui que va être bâti l'équipe des années 1920, dont deux joueurs anglais, l'attaquant Norman Deans et le gardien de but Walter Poodefoot, ainsi que l'avant-centre Lucien Fagris qui marque les quatre buts de l'équipe lors du quart de finale contre l'US Suisse. Après eux, le club accueille René Bihel, qui joue au club durant deux années de 1936 à 1938 où il remporte deux titres de champion de Normandie. Par la suite, il fit une brillante carrière en jouant en équipe de France et terminant à plusieurs reprises meilleur buteur du championnat de France professionnel.
Pendant les années de guerre, le club se fait remarquer par une épopée en Coupe de France en 1942 qui mène le club en demi-finale de Zone Nord, plusieurs artisans de cette époque, notamment le demi-aile Bernard Antoinette un ancien international français qui rejoint le club lors de la saison 1941-1942. Après sa carrière, il est nommé entraîneur du club. Gilbert Mille un avant-centre à forte personnalité arrivé en provenance du FC Rouen qui après sa carrière de joueur devint dirigeant au club jusqu'au poste de vice-président. L'inter droit Pierre Arroyo arrivé lui aussi en provenance du FC Rouen qui après sa carrière va se reconvertir comme responsable de la formation des jeunes du club.
Durant les années 1950, le club va dominer le championnat de France amateur et réaliser quelques exploits en Coupe de France avec des joueurs qui vont profondément marquer l'histoire du club. Guy Lelong, arrière central, arrive au club en 1951. Pendant de longues années, il est le patron de la défense, il est aussi sélectionné quatorze fois en équipe de France amateur dont plusieurs fois comme capitaine, il participe aussi aux Jeux méditerranéens de 1955. Il aurait pu devenir professionnel, mais a préféré rester fidèle à l'USQ. À la fin de sa carrière, il devient secrétaire général, puis vice-président en 1971. Raymond Césaire, gardien de but Guadeloupéen, recalé au FC Rouen, rejoint l'USQ où il garde la cage pendant de longues années Il est le premier d'une longue série de gardiens de but antillais. Michel Lefebvre, joueur important du double titre de champion de France amateur 1954 et 1955, quitte le club en 1955 pour devenir professionnel à l'UA Sedan-Torcy. Raymond Durécu, un international amateur, participe aux Jeux méditerranéens de 1955. Alfred Krysik est un attaquant qui marque notamment le but vainqueur du match contre le FC Nantes. Michel Croquet, le meneur de jeu des années 1950, a marqué par sa technique et sa vision du jeu. À la fin de sa carrière, il se reconvertit entraîneur au club.
Le titre de champion de France amateur de 1967 et la demi-finale de Coupe de France l'année suivante est marqué par la performance de Daniel Horlaville, un ailier qui intègre le club en 1962. Sélectionné en équipe de France en 1970 pour un match contre la Roumanie alors qu'il portait encore le maillot quevillais, il est le dernier amateur à avoir joué en équipe de France. Il quitte le club en 1971 pour passer professionnel au Paris Saint-Germain FC sur conseil des dirigeants de l'USQ. Michel Delafosse, un défenseur, remporte plusieurs trophées en jeune avant de porter le maillot de l'équipe A du club. Il participe aussi aux Jeux olympiques de 1968 et remporte les Jeux Méditerranéens avec l'équipe de France. Gérard Craque connait toutes les sélections de jeunes avant d'intégrer l'équipe A. Il est aussi dans l'équipe qui perd en finale du championnat de France amateur en 1973. Michel Parmentier participe aux Jeux olympiques de 1968 avec l'équipe de France amateur et fait partie de l'équipe qui remporte la Coupe Gambardella en 1967.

## Effectif professionnel actuel
Ce tableau liste l'effectif professionnel de QRM pour la saison 2025-2026. Le second recense les prêts effectués par le club lors de cette même saison.
En grisé, les sélections de joueurs internationaux chez les jeunes mais n'ayant jamais été appelés aux échelons supérieurs une fois l'âge-limite dépassé ou les joueurs ayant pris leur retraite internationale.

## Structures du club

### Stades

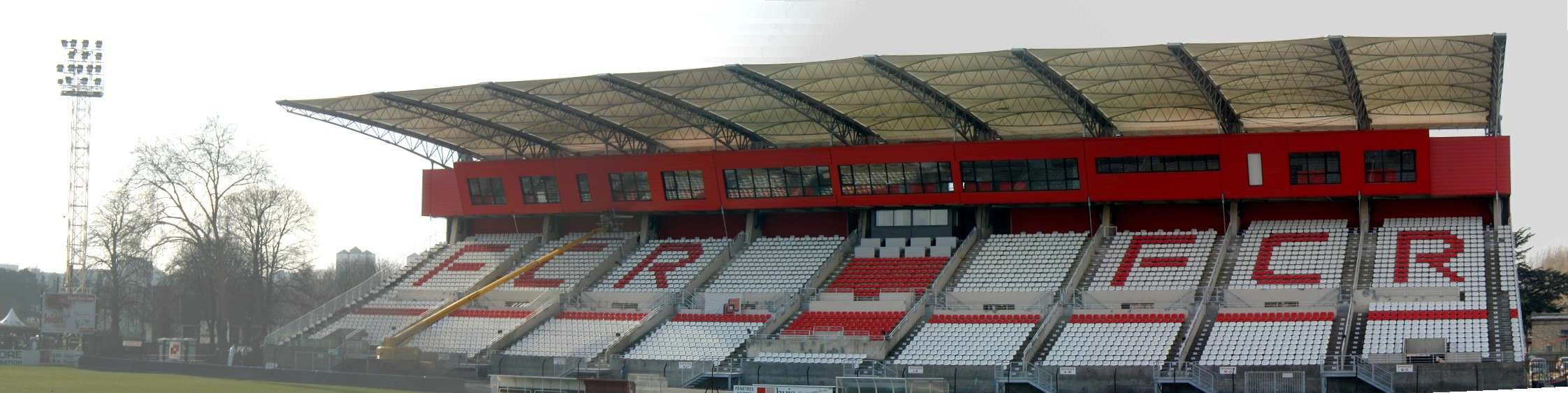
Le stade Robert-Diochon, acueillant QRM pour ses matchs officiels.

À la création du club en 1902, les joueurs jouent sur des terrains où il y a suffisamment de place pour planter des poteaux, avant d'être souvent chassés par les propriétaires des lieux. À cette époque, ils jouent aussi sur des places publiques comme devant la mairie, place de la Demi-Lune, place des Chartreux, quai de France, ou avenue du Grand-Quevilly. Le club dispose ensuite d'un terrain rue Guillaume-Lecointe. En 1910, le club doit abandonner ce terrain qui est alors transformé en carrière.
Albert Lebas, président d'honneur de la Ligue de Normandie, devient président d'honneur du club et met un terrain à la disposition du club où est aménagé un véritable terrain de football : le stade de la Porte-de-Diane est inauguré en 1912 par un match contre le voisin du FC Rouen. En 1921 sont construits des tribunes et des vestiaires. Le 13 septembre 1954, le stade est rebaptisé à l'occasion de la remise du trophée de champion de France amateur par le président de la Fédération française de football : il s'appelle désormais Stade Amable-et-Micheline-Lozai, en hommage à l'actuel président et cofondateur du club et à sa femme qui a toujours accompagné l'équipe. Lors des grandes affiches en Coupe de France, le club joue au stade Robert-Diochon du Grand-Quevilly, dont la capacité est supérieure à celle du stade Lozai.
Depuis 2015, le club joue au stade Robert-Diochon. Cela entraine des frictions avec le FC Rouen qui occupait historiquement le stade mais qui doit régulièrement changer d'enceinte pour laisser les nouveaux résidents jouer, que la métropole a décidé de prioriser en raison de leur meilleur classement sportif. Le club s'entraîne sur le terrain de la ferme, à quelques mètres du stade Robert-Diochon.

### Activités omnisports
L'Union sportive de Quevilly est fondée en 1902 comme club omnisports. Pendant les premières années, outre le football, les membres de l'USQ peuvent ainsi pratiquer plusieurs disciplines comme l'athlétisme, le cross-country, la marche, la natation et le cyclisme. Ces différentes sections sportives deviennent très vite réputées dans toute la région, particulièrement celle de cross-country qui participe avec succès aux finales nationales. En 1907, le club se classe première équipe provinciale au National de cross-country, puis troisième l'année suivante au Stade du Matin de Colombes.
Au début des années 1920, la section féminine de football fusionne avec le club du Fémina Football Club, faisant du club un des pionniers du football féminin. Durant la Seconde Guerre mondiale, les équipes d'athlétisme, hommes et femmes, brillent en décrochant plusieurs records départementaux et régionaux.
L'US Quevilly devient ensuite au fil des ans un club uniquement destiné à la pratique du football. La section athlétisme, encore existante en 1939, voit ainsi la plupart de ses athlètes rejoindre en 1945 le club du CS Petit-Quevilly nouvellement créé.

### Aspects juridiques
L'US Quevilly, en tant que club omnisports à sa création, fonde la Ligue athlétique de Haute-Normandie en mars 1903 avec plusieurs autres clubs omnisports normands. Le club adhère ensuite rapidement à l'Union des sociétés françaises de sports athlétiques (USFSA), la plus importante fédération sportive laïque et amateur.
L'activité football du club s'affilie à la Fédération française de football association le 20 août 1919 sous le numéro 76. Lors de la refondation du club de football en 1979 à la suite d'un dépôt de bilan, il adhère à nouveau à la fédération nationale, renommée entretemps Fédération française de football. Le nouveau numéro d'affiliation du club est 31 562. Le numéro complet est 531 562, le chiffre 5 correspondant à une catégorisation.

### Aspects économiques
Rapidement après sa création, le club est lié aux Établissements Navals de la Basse-Seine d'Amable Lozai, l'un des fondateurs du club et président emblématique. Les joueurs du club sont ainsi des employés de l'entreprise.
Dans les années 1960, la subvention qu'accorde la ville du Petit-Quevilly au club est de 2 000 francs. Le club vit alors grâce à l'entreprise des Ateliers-Chantiers de la Basse-Seine de la famille Lozai.
En 2012, l'US Quevilly possède 440 licenciés et a un budget de 1,9 million d’euros de budget, dont un million provient des subventions accordées par la ville du Petit-Quevilly, la CREA, la Région Haute-Normandie, et le Département de la Seine-Maritime. Près de 900 000 euros de recettes sont par ailleurs obtenues grâce aux dons et aux sponsors tels que E.Leclerc, La Matmut, Veolia Environnement, ou Unilever.
| Saison    | Budget       |
| --------- | ------------ |
| 2000-2001 | 1 500 000 FF |
| 2001-2002 | 2 000 000 FF |
| 2002-2003 | 534 000 €    |
| 2004-2004 | 650 000 €    |
| 2005-2006 | 650 000 €    |
| 2006-2007 | 650 000 €    |
| 2011-2012 | 1 900 000 €  |

| Saison    | Budget      |
| --------- | ----------- |
| 2015-2016 | 1 500 000 € |
| 2016-2017 | 1 800 000 € |
| 2017-2018 | 6 200 000 € |
| 2018-2019 | 3 500 000 € |
| 2019-2020 | 3 500 000 € |

## Image et identité

### Historique du logo

Logo avant 2015.
Logo de 2015 à 2018.
Logo actuel.

### L'amateurisme
L'amateurisme du club est une véritable fierté au club et fait partie de son identité. C'est sous l'impulsion du président Amable Lozai que se développe l'image du footballeur ouvrier, travaillant en usine en journée pendant la semaine, s'entraînant le soir et jouant les matchs le week-end. La plupart des joueurs travaillent alors au sein des chantiers navals de la société Lozai sur le port de Rouen. La philosophie du président Lozai est que même le meilleur joueur de l'équipe sera mis dehors s'il ne travaille pas bien au sein de l'usine, et que par contre la promotion sera facile pour les ouvriers-joueurs qui travaillent bien dans l'usine. Cette image de footballeur-ouvrier permet aussi au club de garder et recruter les meilleurs joueurs amateurs, car en restant à l'USQ ils savent qu'ils ont la possibilité de pratiquer le football dans de bonnes conditions tout en travaillant.
Le club refuse d'accéder au statut professionnel à plusieurs reprises au cours de son histoire. Ainsi, il refuse l'accession en Division 2 en 1972 pour garder son statut amateur, et est alors rétrogradé une division en dessous. Dominant les championnats amateurs dans les années 1950, l'US Quevilly est aussi en 1968 le premier club amateur à atteindre les demi-finales de la Coupe de France depuis l'instauration du professionnalisme en 1933. Cette épopée en Coupe de France, au cours de laquelle le club élimine plusieurs clubs professionnels, met les joueurs sous les feux des projecteurs médiatiques. Pour autant, les joueurs continuent d'aller travailler chaque jour à l'usine : ils se rendent par exemple tôt au travail dès le lendemain de la demi-finale victorieuse contre les Girondins de Bordeaux.
Lors de son centenaire en 2002, le club reçoit des messages de félicitation de plusieurs personnalités et clubs de football. Il est notamment qualifié de « Meilleur club amateur du XXe siècle du football français » par Florentino Pérez président du Real Madrid CF, Lennart Johansson président de l'UEFA ou encore Michel Hidalgo l'entraineur de l'équipe de France championne d'Europe en 1984.

### La formation
L'Union sportive quevillaise a la tradition d'être un club formateur durant toute son histoire. La formation des jeunes à la pratique du football fait partie intégrante du club depuis l'après-guerre. Plusieurs joueurs du club remportent ainsi le concours du jeune footballeur, comme Michel Croquet en 1946. La qualité de la formation est illustrée par le fait que l'USQ est le premier club amateur à remporter la Coupe Gambardella en 1967. À la fin des années 1980, alors que le club se reconstruit après être reparti de zéro, il est déjà le premier club de jeunes du district fluvial de Haute-Normandie. Le président Michel Mutel déclare alors que la « priorité sera toujours donnée à la formation des jeunes ».
| Équipe réserve                                                                                              | Compétitions nationales et régionales de jeunes |
| --- | --- |
| - DH Normandie (3) - Champion en 1965, 1967, 2006. - DHR de Haute-Normandie (1) - Champion en 2005 (gr. A). | - Coupe Gambardella - Vainqueur : 1967 - Finaliste : 1960 - Championnat de Normandie juniors - Vainqueur : 1959, 1960, 1961, 1964, 1965, 1967, 1968, 1970, 1972, 1973 - Championnat de Normandie Cadets - Vainqueur : 1959, 1960 - Coupe de Normandie Cadets - Vainqueur : 1966, 1972 |

### Supporters et affluences
Lors des deux saisons du club en Division 2 en 1971 et 1972, l'affluence du club est de 2 814 spectateurs lors de la première saison puis de 1 901 spectateurs lors de la seconde saison. Avec le retour du club en Championnat de France amateur de football dans les années 2000, l'affluence moyenne se situe autour de 450 spectateurs par match (411 en 2005, 410 en 2006, 418 en 2006, 516 en 2009, 363 en 2010 et 643 en 2011). Les bons résultats du club s'accompagnent ensuite d'une hausse de l'affluence moyenne à 1 137 spectateurs lors de la première saison en National en 2012, avant de retomber à 713 spectateurs lors de la seconde saison qui voit le club redescendre en CFA.
Depuis 2022, un groupe de supporters nommé  "Young Block" (YB) supportent le club. Ils sont situés en tribune "Zénith" et ils succèdent au groupe des "Irrésistibles Normands", qui étaient présent depuis l'US Quevilly mais qui ont du cesser leurs activités, dû à un manque de membres. Les tensions sont palpables entre les Young Block et les ultras du FC Rouen. Au retour d'un déplacement le 12 novembre 2022, les YB ont été agressés par un groupe en lien avec le FC Rouen.